# سفاين غونار رين
سفاين غونار رين (بالنرويجية البوكمول: Svein Gunnar Rein)‏ هو لاعب كرة قدم نرويجي في مركز الهجوم، ولد في 10 أبريل 1954. شارك مع منتخب النرويج تحت 21 سنة لكرة القدم ومنتخب النرويج لكرة القدم. أما مع النوادي، فقد لعب مع نادي بران ونادي شايد.

## وصلات خارجية
- سفاين غونار رين على موقع اتحاد النرويج (النرويجية)
- سفاين غونار رين على موقع قاعدة بيانات كرة القدم.إي يو (الإنجليزية)
- سفاين غونار رين على موقع عالم كرة القدم.نت (الإنجليزية)